# Cornelis Lodewijcksz vander Plasse
Cornelis Lodewijcksz vander Plasse (Amsterdam, 1585 – aldaar, 2 september 1641) was een Amsterdamse uitgever en boekhandelaar.

## Levensloop

Uitgeversmerk Cornelis Lodewijcksz vander Plasse

Cornelis Lodewijcksz was het enige kind uit het katholieke huwelijk van Lodewijk Vasterts met Trijn Jan Gersen in 1584. Zijn moeder heeft hij niet lang gekend, want al in 1586 trouwde Lodewijk opnieuw met Belie Jaspersdr. Daarna zou zijn vader nog tweemaal in het huwelijk treden, in 1596 met Stijntgen Jorijs en in 1601 met Janneke Spruits. Cornelis had bij elkaar 7 halfbroers en 6 halfzussen.
Toen Cornelis in mei 1611 trouwde met Anne Pieters was ook zijn vader inmiddels overleden. In dezelfde maand betrok hij een dure winkel aan de Amsterdamse beurs, wat mede mogelijk werd gemaakt door de erfenis van zijn ouders die hij kort daarvoor in januari had ontvangen.  Hij begon als boekbinder, maar was al in 1612 actief als uitgever-boekverkoper. 
Samen met Anne kreeg hij twee dochters, Trijntje en Marijtje, en een zoon Lodewijk. Na zijn dood in 1641 gaf Anne nog een paar jaar boeken uit in de lijn van haar man. Zij overleed in 1652. Waar Cornelis de toevoeging ‘Vander Plasse’ aan ontleend heeft, is niet bekend.

## Uitgaven
Het uithangbord van zijn winkel ‘Inden Italiaenschen Bybel’ verwijst wellicht naar zijn twee eerste uitgaven, allebei uit 1612: een Deux-Aesbijbel gedrukt door Isaac Jansz Canin in Dordrecht en Tragische of claechlijcke historien, oorspronkelijk in het Italiaans geschreven door Matteo Bandello. 
De eerste jaren werkte hij samen met andere uitgevers om de kosten van de investering te delen. Zo drukte Canin de Deux-Aesbijbel van 1612 niet alleen voor Vander Plasse, maar ook voor Gillis Pietersz en Jan (II) van Waesberge in Rotterdam. Alleen het titelblad met de uitgeversnaam werd vervangen voor de betreffende uitgever.
Bijbels waren winstgevend en het is daarom niet verwonderlijk dat Vander Plasse er een aantal publiceerde in het begin van zijn carrière. Ook de almanakken en kranten in zijn winkel zal hij goed verkocht hebben. Van dergelijk gebruiksdrukwerk is weinig bewaard gebleven, toch zijn er enkele exemplaren overgeleverd, zoals de Groote schrijf almanak uit 1625, samengesteld door David Origanus.
Na verloop van tijd profileerde hij zich als bevlogen uitgever van eigentijdse literatuur. Over de in 1617 opgerichte Nederduytsche Academie schrijft hij:
Ick meene 'tstichten en 'tonderhouven van onse loffelijcke Nederduytsche Academie, de welcke alreede soo treffelijck en onghelooffelijck heeft toegenomen, dat sy yder man tot een verwonderinghe, en haere bewoonders tot een hoochste vermaeck en stichtinghe sy.

Bredero's Boertigh, amoreus, en aendachtigh groot lied-boeck uitgegeven door Vander Plasse in 1622

Hij verzorgde uitgaven van werk van Samuel Coster, Karel van Mander, Pieter Corneliszoon Hooft, Theodoor Rodenburg en Abraham de Koning, maar bovenal van zijn goede vriend Gerbrand Adriaensz Bredero, die mede dankzij hem nu nog steeds gelezen wordt. Van de 115 uitgaven van Vander Plasse in de Short Title Catalogue Netherlands, zijn er 49 van de hand van deze schrijver. Enkele titels verschenen nog tijdens het leven van Bredero, zoals Treur-spel van Rodd'rick ende Alphonsvs (1616), Moortje (1617) en Spaanschen Brabander Ierolimo (ca. 1617). De meeste uitgaven zagen pas na Bredero’s overlijden in 1618 het licht, waaronder - naast vele toneelstukken - het Boertigh, amoreus, en aendachtigh groot lied-boeck (1622) en Alle de wercken (1638).  
De postume uitgaven waren deels herdrukken van uitgaven verschenen vóór Bredero’s overlijden en deels nieuwe eerste drukken gebaseerd op Bredero’s handschriften die Vander Plasse onder zijn hoede had genomen. Wanneer de teksten onvoltooid waren, liet hij ze afwerken door een ander, zoals bijvoorbeeld gebeurde met het toneelspel Angeniet, waarover Vander Plasse schrijft:
Beminde Leser, alsoo ick noch bekomen hadde diversche spelen, ende andere gedichten van onsen Amsterdamschen Poët Garbrant Adriaensz. Bredero, die op weynigh na door sijn eygen handt volmaeckt waren; heb ick dit tot mijn groote kosten laten volmaken, van soodanigen Poët der welcke stijl best op sijn onvoltoyde werck paste, daer af den vermaerden Poët Jan Starter vol-rijmt heeft dit teghenwoordigh Angenietjen….

## Drukkers voor Vander Plasse
Nicolaes (III) Biestkens, Amsterdam;
Albert Heyndricxsen Boumeester, Amsterdam;
Joost Broersz, Amsterdam;
Isaac Jansz Canin, Dordrecht;
Cornelis Fransz, Amsterdam;
Broer Jansz, Amsterdam;
Barent Otsz, Amsterdam;
Pieter Rammazeyn, Gouda;
Paulus Aertsz van Ravesteyn, Amsterdam;
Pieter Janszoon Slijp, Amsterdam;
Joris Veseler, Amsterdam.